# Šedá eminence

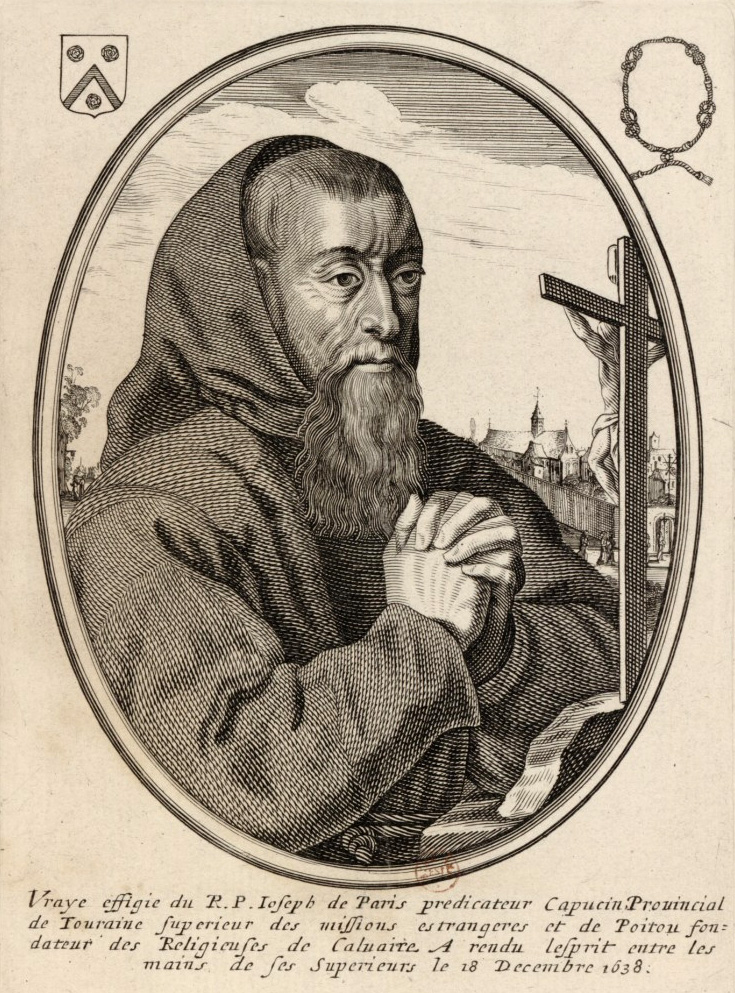
François-Joseph Le Clerc du Tremblay

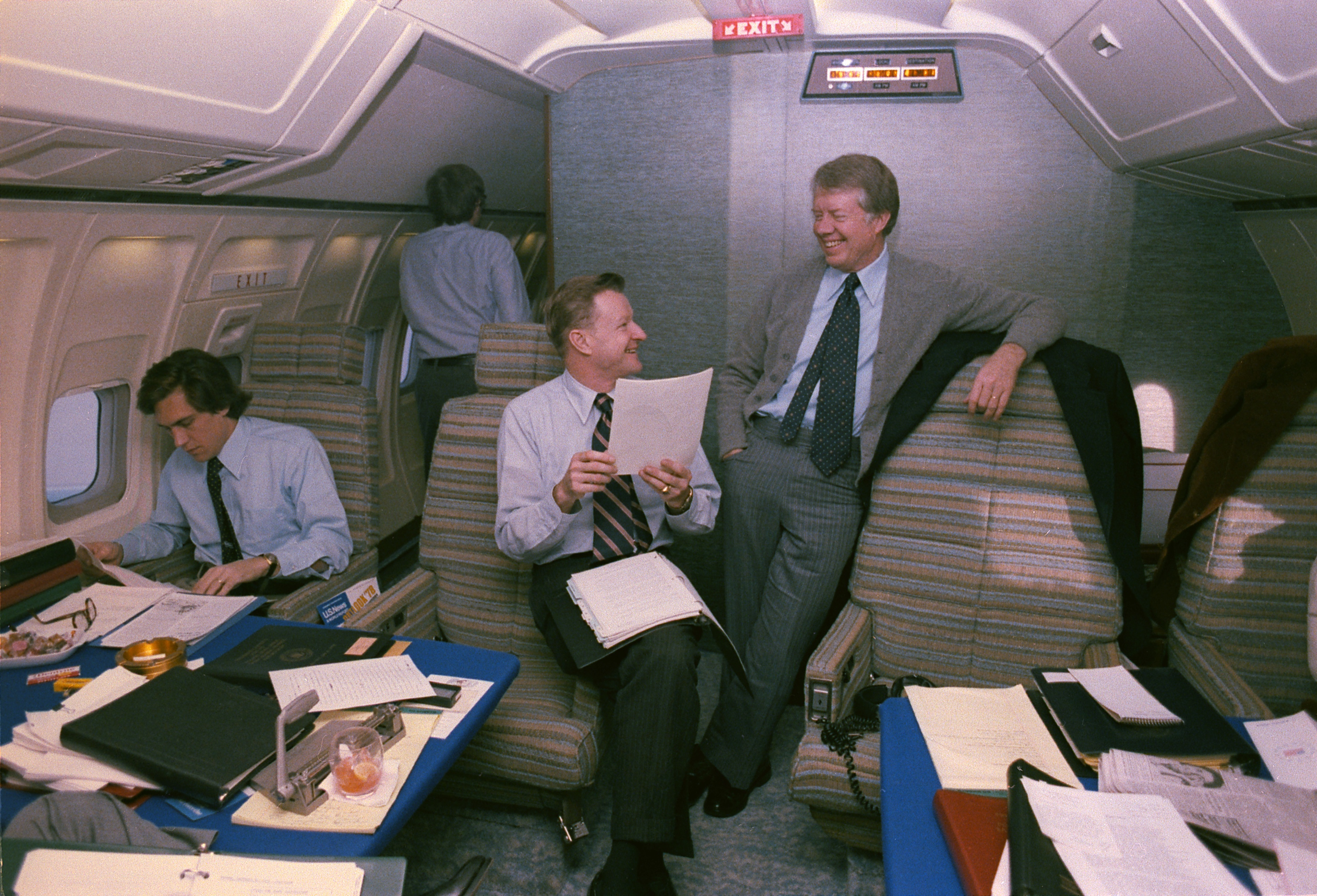
Zbigniew Brzezinski a Jimmy Carter

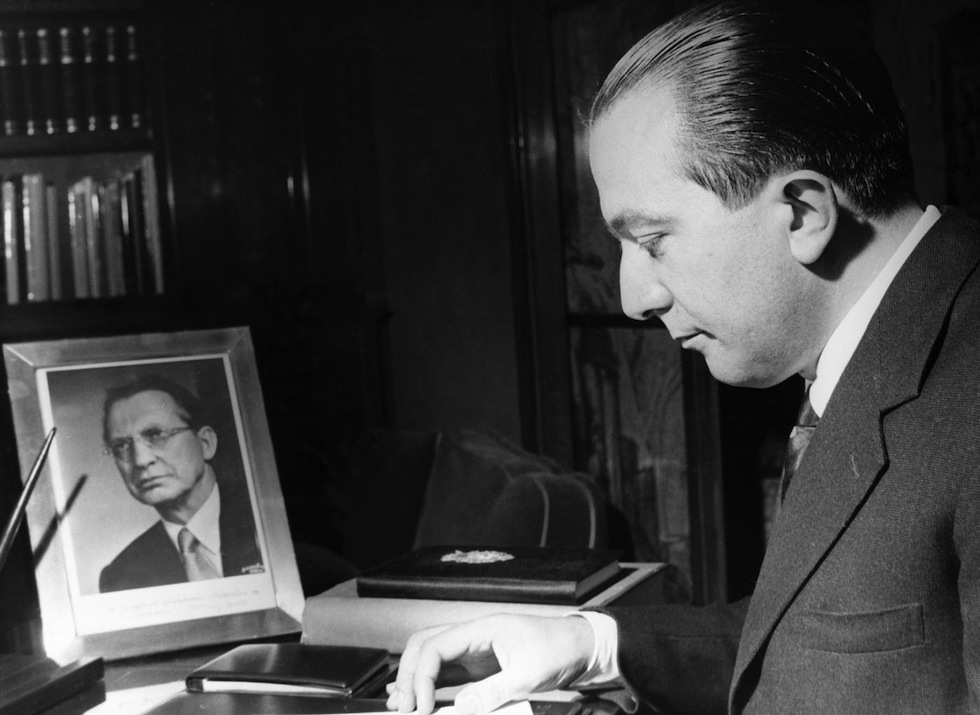
Giulio Andreotti

Šedá eminence, často užíváno též ve francouzské podobě Éminence grise, je tradiční označení osoby, která má neformální vliv na rozhodování, aniž by měla nějakou významnou funkci. Obvykle má vliv na rozhodování politiků, ale může jít i o rozhodování v jakékoli jiné organizaci či skupině. Šedá eminence může mít pozici například poradce, ale její postavení nemusí být nijak formalizováno a může být pouhým důvěrníkem, přítelem, „našeptávačem“ vlivné osoby. Jejich vztah může být založen na osobních sympatiích, příbuzenství, někdy na nějakém duchovním vlivu (astrolog, vědma, kazatel, intelektuál, ideolog apod.), na ekonomické závislosti, informační závislosti nebo na milostné vášni - to bylo zejména v minulosti typické pro ženy, které povětšinou nemohly zastávat mocenské posty, a tak uplatňovaly vliv na mocné muže skrze jejich emocionální vazbu na ně. V politických kruzích se tak často označuje rovněž osoba, jejíž formální postavení neodpovídá jejímu silnému reálnému vlivu, jenž je založen na charismatu, pověsti, nebo zásluhách - může to být kupříkladu bývalý předseda politické strany, který je již jen řadovým poslancem nebo dokonce jen straníkem, ale jeho slovo se dále bere v potaz. Jako první si tento titul vysloužil François-Joseph Le Clerc du Tremblay, který byl pravou rukou kardinála Richelieu. Richelieumu se říkalo „rudá eminence“ podle barvy jeho kardinálského roucha. Jeho našeptávač, kapucínský mnich Tremblay, naopak chodil v otrhaných špinavých šatech béžové barvy (tehdejší francouzština nerozlišovala béžovou a šedou), a tak se mu začalo říkat ironicky „eminence šedá“.

## Příklady a typy
Vliv Tremblaye na Richelieua byl duchovního rázu. Za příklad šedé eminence „typu vědma“ bývá označován John Dee, jenž skrze své horoskopy získal značný vliv na královnu Alžbětu I., nebo proslulý Rasputin. Typ „intelektuálního našeptávače“ zosobnil Friedrich von Hayek svým vlivem na Margaret Thatcherovou, Zbigniew Brzezinski vlivem na Jimmyho Cartera, Vladislav Surkov našeptávající ideologické koncepce Vladimiru Putinovi či sovětský komunistický ideolog Michail Suslov, který stejnou roli hrál po boku Leonida Brežněva. Milenecký typ asi nejlépe zosobnila poradkyně českého premiéra Petra Nečase Jana Nagyová, příbuzenský Alexej Čepička. Vliv různých poradců typu „muž na černou práci“ může být založen i na tom, že na vlivnou osobu „příliš mnoho ví“ (Marek Dalík, Martin Nejedlý). Za příklad „zásluhové“ šedé eminence v politické straně bývá uváděn Giulio Andreotti, v nedemokratických podmínkách například Nursultan Nazarbajev po svém stažení se z vrcholných funkcí. V systémech s nejasnou mocenskou strukturou (typicky třeba v komunistických systémech) má někdy klíčový vliv politik, který nemá formálně nejvyšší funkce (třeba svou vazbou na tajné služby, silové složky státu, nebo díky své schopností intrikovat), a pak bývá také nazýván šedou eminencí (Trockij tak kupříkladu nazýval Stalina před jeho uchopením formální moci, v čínském politickém systému 21. století tak bývá označován například Wang Chu-ning). Specifickou formou šedé eminence může být politik, který ovládá určitou politickou stranu, ale nechce převzít odpovědnost exekutivní, kterou svěří „druhořadé“ osobě - jako typický příklad může sloužit Jarosław Kaczyński. Za šedé eminence bývají označováni též podnikatelé, jejichž vliv je příliš velký na to, než aby ho politik mohl ignorovat (kdyby se například firma Lego rozhodla přesunout veškerou výrobu a své sídlo do zahraničí, způsobila by značné potíže dánské ekonomice), nebo který je sponzorem strany, s různou mírou zapojení do ní (Bidzina Ivanišvili, Michal Redl, Tomáš Hrdlička). Informační závislost politiků mohou vyvolat například šéfové tajných služeb, zejména v systémech, kde tajné služby nejsou pod veřejnou kontrolou a mají tendenci se autonomizovat (Jurij Andropov). V demokratických systémech se informační typ šedé eminence může realizovat jako „spin doctor“, odborník na práci s médii a public relations, který umí ovlivňovat politikův obraz v médiích. Informační typ šedé eminence také reprezentují odborníci na volební kampaně, političtí marketéři a odborníci na využívání sociálních sítí. V politických systémech, kde tradičně zasahuje do mocenského boje armáda, může být šedou eminencí též armádní lídr nebo vlivný generál. Blízkými k pojmu šedá eminence mohou být pojmy lobbista, kmotr, kamarila, věrchuška, králotvůrce apod.